# پل بریکه
پل بریکه (فرانسوی: Paul Briquet‎) یا پیر بریکه (فرانسوی: Pierre Briquet‎) (۱۲ ژانویهٔ ۱۷۹۶ – ۲۵ نوامبر ۱۸۸۱) پزشک و روان‌شناس فرانسوی بود که درمان مستدل افراد آشفته‌ای را که گفته می‌شد هیستریک هستند، جلو برد. نوعی اختلال به نام «سندرم بریکه» به‌عنوان زیرمجموعه‌ای از اختلال علائم جسمانی طبقه‌بندی می‌شود. او نخستین بار این سندرم را در سال ۱۸۵۹ توصیف نمود.